# Eckhard Krautzun
Eckhard Krautzun (Essen, 13 gennaio 1941) è un allenatore di calcio tedesco.

## Carriera
Dal 1976 al 1978 allenò i canadesi Vancouver Whitecaps, portando sempre la squadra a disputare i playoff per il titolo della North American Soccer League; è ricordato per il forte impiego di calciatori di formazione europea rispetto ai nativi.

## Palmarès

### Competizioni nazionali
- Coppa di Germania: 1

Kaiserslautern: 1995-1996